# Agzikarahan

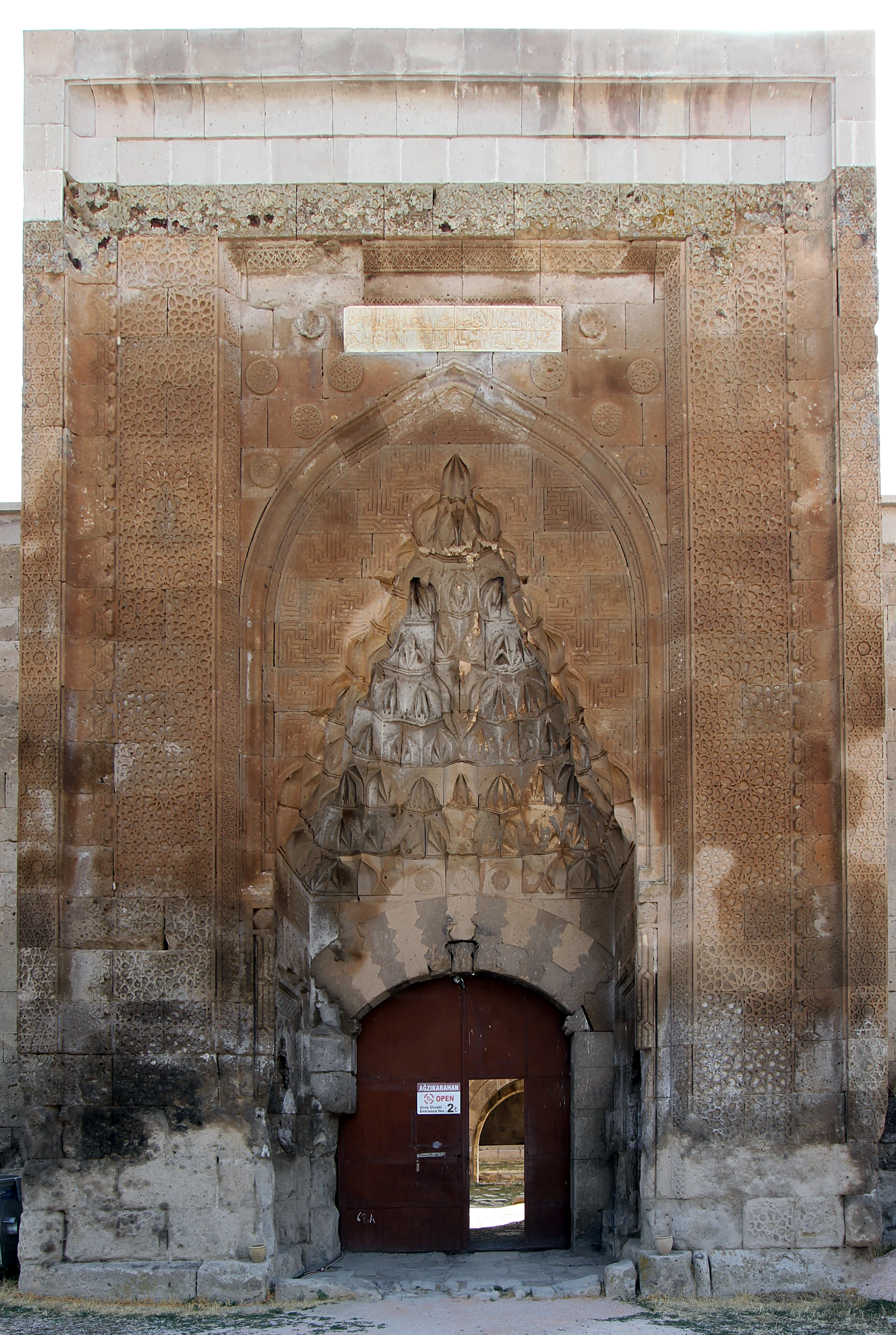
Ejemplo de caravasar.

Agzikarahan o Agzikara Han es uno de los mejores ejemplos de un caravasar de los turcos selyúcidas. La construcción, que es la mayor de su tipo en toda Turquía (1480 m²), se encuentra en la Ruta de la Seda y servía para dar albergue a las caravanas de comerciantes que se desplazaban en ruta por Capadocia. Se localiza a 13 km al noreste de Aksaray sobre la carretera a Nevşehir, en la población de Ağzikara. Su construcción se inició entre 1231 y 1237, fechas que corresponden a los gobiernos de Alaeddin Keykubad I y del sultán Giyaseddin Keyhüsrev II, respectivamente. De acuerdo a las inscripciones, la edificación fue obra de un acaudalado comerciante de nombre Hoca Mesud bin Abdullah.
El conjunto arquitectónico está formado por un patio central cubierto y diversas edificaciones que incluían una mezquita central, torres y las habitaciones. Este caravanserrallo tiene la característica de que su zona de habitaciones se encuentra a la izquierda de la entrada principal y no directamente opuesta a la entrada, como es común. Cuenta con 13 torres y una gran muralla que le da la apariencia de una fortificación militar; pero este aspecto es el resultado de haber estado involucrada en diversas guerras, por lo cual tiene una historia de destrucciones y reconstrucciones.
Actualmente alberga un museo de historia turca al aire libre.